# Nemesis 3
Nemesis 3 (ook wel Gradius 3 in Japan) is een door Konami in 1988 uitgebracht computerspel voor het MSX-platform. Het spel kwam in Europa uit onder de naam Nemesis 3: The Eve of Destruction. Het actiespel is van het type side scrolling shoot 'em up. In Nemesis 3 is de planeet Gradius verwikkeld in drie ruimte oorlogen tegen Bacterion, Venom en Salamander.
Het is een spel waarin men een ruimteschip bestuurt. Men begint met een langzaam en slecht bewapend toestel en in ieder level bevindt zich op het einde een groot moederschip dat vernietigd dient te worden. Gedurende het spel kan men zwaardere bewapening verkrijgen. Het spel kan gespeeld worden door één speler, of met twee spelers om de beurt.
De spelcartridge bevat een SCC-geluidschip, waardoor het geluid van betere kwaliteit is in vergelijking tot de ingebouwde PSG-geluidschip.

## Platforms
| Jaar | Platform            |
| ---- | ------------------- |
| 1988 | MSX                 |
| 2010 | Wii Virtual Console |

- In 1997 was het spel bijgesloten bij Konami Antiques: MSX Collection Vol. 1.
- Het spel kwam beschikbaar voor de Sega Saturn via Konami Antiques: MSX Collection Vol. 1 dat in 1998 uitkwam.